# جوزيف هروبس
جوزيف هروبس (مواليد 26 سبتمبر 1916) هو ملاكم تشيكوسلوفاكي، مثّل بلاده في الألعاب الأولمبية الصيفية 1936.

## روابط خارجية
جوزيف هروبس على موقع بوكس ريك (الإنجليزية) (registration required)
- جوزيف هروبس على موقع أوليمبيديا (الإنجليزية)
- جوزيف هروبس على موقع اللجنة الأولمبية التشيكية (التشيكية)